# Gesamtschule Berger Feld
Die Gesamtschule Berger Feld ist eine Gesamtschule der Stadt Gelsenkirchen. Sie liegt im Stadtteil Erle und wird von 1325 Schülern besucht, die von 118 Lehrern unterrichtet werden.

## Geschichte
Zur Einführung der Gesamtschule in Nordrhein-Westfalen wurde im Jahre 1969 eine dieser Schulen in Gelsenkirchen gegründet. Sie hieß damals Gesamtschule Gelsenkirchen, da sie für das gesamte Stadtgebiet eingerichtet war. Als damals einzige Schule in NRW begann sie zugleich mit den Jahrgangsstufen 5 und 11, so dass bereits 1972 die ersten Schülerinnen und Schüler das Abitur ablegen konnten. Zunächst war die Schule provisorisch in verschiedenen Gebäuden untergebracht, bis im Jahre 1974 der Umzug in das neu errichtete Schulgebäude im Berger Feld an der Adenauerallee erfolgen konnte. Seitdem trägt die Schule den Namen Gesamtschule Berger Feld.
Laut einer 2025 veröffentlichten Machbarkeitsstudie muss das Schulgebäude wegen Sanierungsstau durch einen Neubau ersetzt werden.

## Besonderheiten
Die Schule nimmt regelmäßig am Comenius-Programm der Europäischen Union teil. In der ersten Partnerschaft entwickelt die Gesamtschule Berger Feld zusammen mit den Partnerschulen All Saints College, Newcastle upon Tyne, und Bröndby Gymnasium, Dänemark, in engem Kontakt Schulsportfeste für benachbarte Grundschulen. Danach folgte ein Projekt mit der Türkei.
Im Rahmen der "100.000 Watt-Solar-Initiative für Schulen in NRW" wurde die Schule mit einer Photovoltaikanlage ausgestattet und energetisch saniert.
Die Schule liegt in unmittelbarer Nähe des Vereinsgeländes des Fußball-Bundesligisten FC Schalke 04, mit dem eine intensive Zusammenarbeit besteht. Seit 1995 besteht das Talentzentrum Gelsenkirchen und seit 2000 die Fußballschule Auf Schalke/Teilinternat Gesamtschule Berger Feld. Von 53 Nutzern dieses Teilinternats haben bisher 23 den Sprung in den Profi-Bereich geschafft, darunter Leroy Sané, Mesut Özil, Manuel Neuer, Alexander Baumjohann, Benedikt Höwedes, Sebastian Boenisch, Tim Hoogland, Michael Delura, Julian Draxler und Joel Matip im Herrenbereich, sowie Alexandra Popp im Damenbereich. Im Juni 2007 wurde die Gesamtschule Berger Feld als vierte deutsche Schule vom DFB als Eliteschule des Fußballs ausgezeichnet.
Als erste Schule in NRW wurde Informatik als Leistungskurs angeboten.

## Verkehr
Das Schulgebäude ist fußläufig zirka 500 m von der nächsten Haltestelle des ÖPNV entfernt. Man erreicht sie mit der Straßenbahnlinie 302 oder den Buslinien 380 und 381.